# نانسي ك. ميلر
نانسي ك. ميلر (بالإنجليزية: Nancy K. Miller)‏ هي ناقدة أدبية وصحفية أمريكية، ولدت في 1941.